# Dondersiidae
De Dondersiidae is een familie van weekdieren uit de orde Pholidoskepia.

## Geslachten
- Dondersia Hubrecht, 1888
- Heathia Thiele, 1913
- Helluoherpia Handl & Buchinger, 1996
- Ichthyomenia Pilsbry, 1898
- Lyratoherpia Salvini-Plawen, 1978
- Micromenia Leloup, 1948
- Nematomenia Simroth, 1893
- Squamatoherpia Büchinger & Handl, 1996
- Stylomenia Pruvot, 1899